# Kopatschiw (Obuchiw)
Kopatschiw (ukrainisch Копачів; russisch Копачов Kopatschow, polnisch Kopaczów) ist ein Dorf in der ukrainischen Oblast Kiew mit etwa 450 Einwohnern.

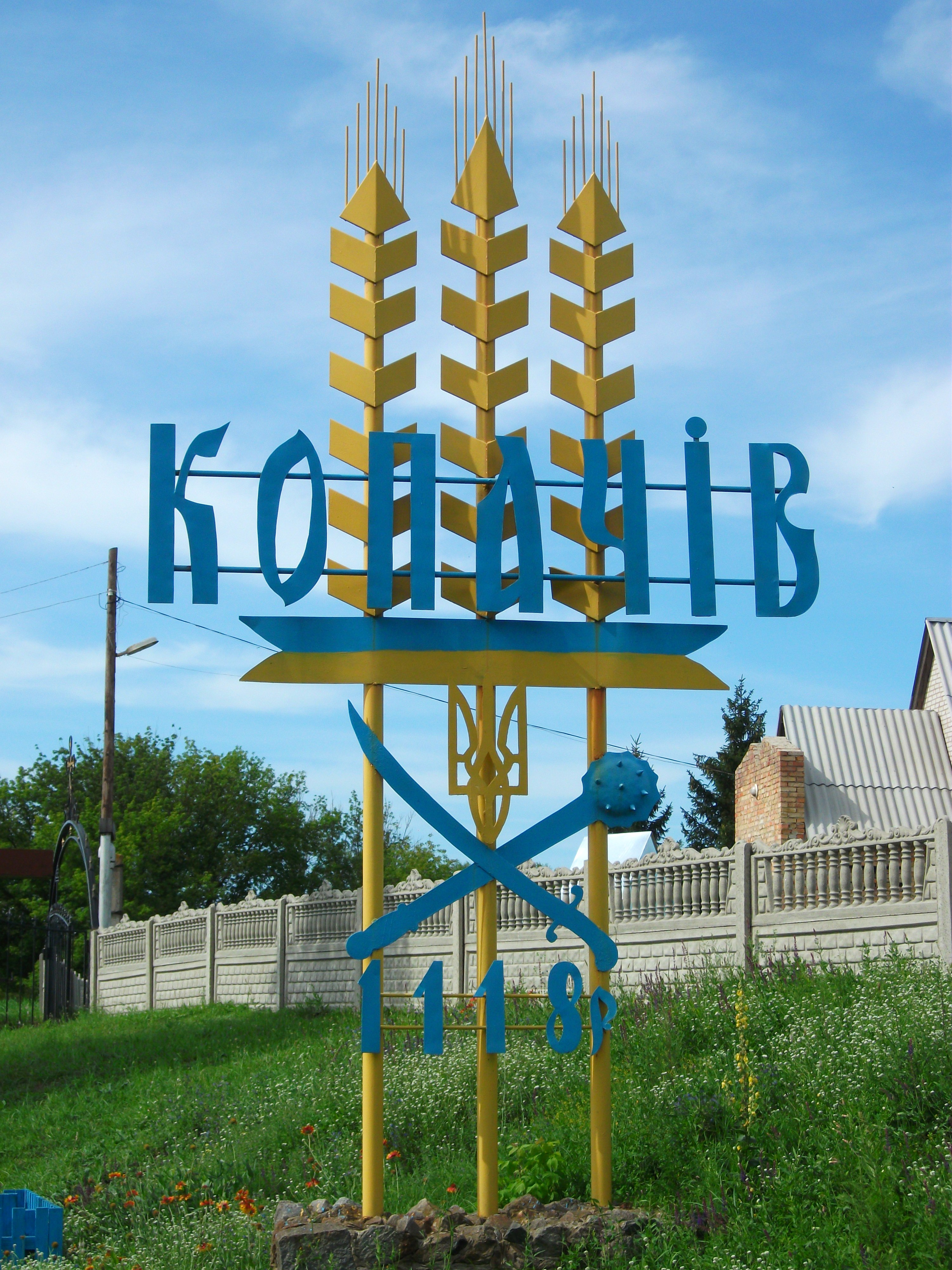
Ortseingangsschild

Kopatschiw wurde im Jahr 1000 zum ersten Mal schriftlich erwähnt und liegt im Westen des Rajon Obuchiw am Ufer der Tschortycha (Чортиха), einem Nebenfluss der Stuhna (Стугна), etwa 10 Kilometer westlich vom Rajonzentrum Obuchiw und 38 Kilometer südlich von Kiew.
Beim Dorf liegt der Kiewer-Rus-Park (Парк Киевская Русь), ein Themenpark und ein Zentrum für Kultur und Geschichte der Kiewer Rus.

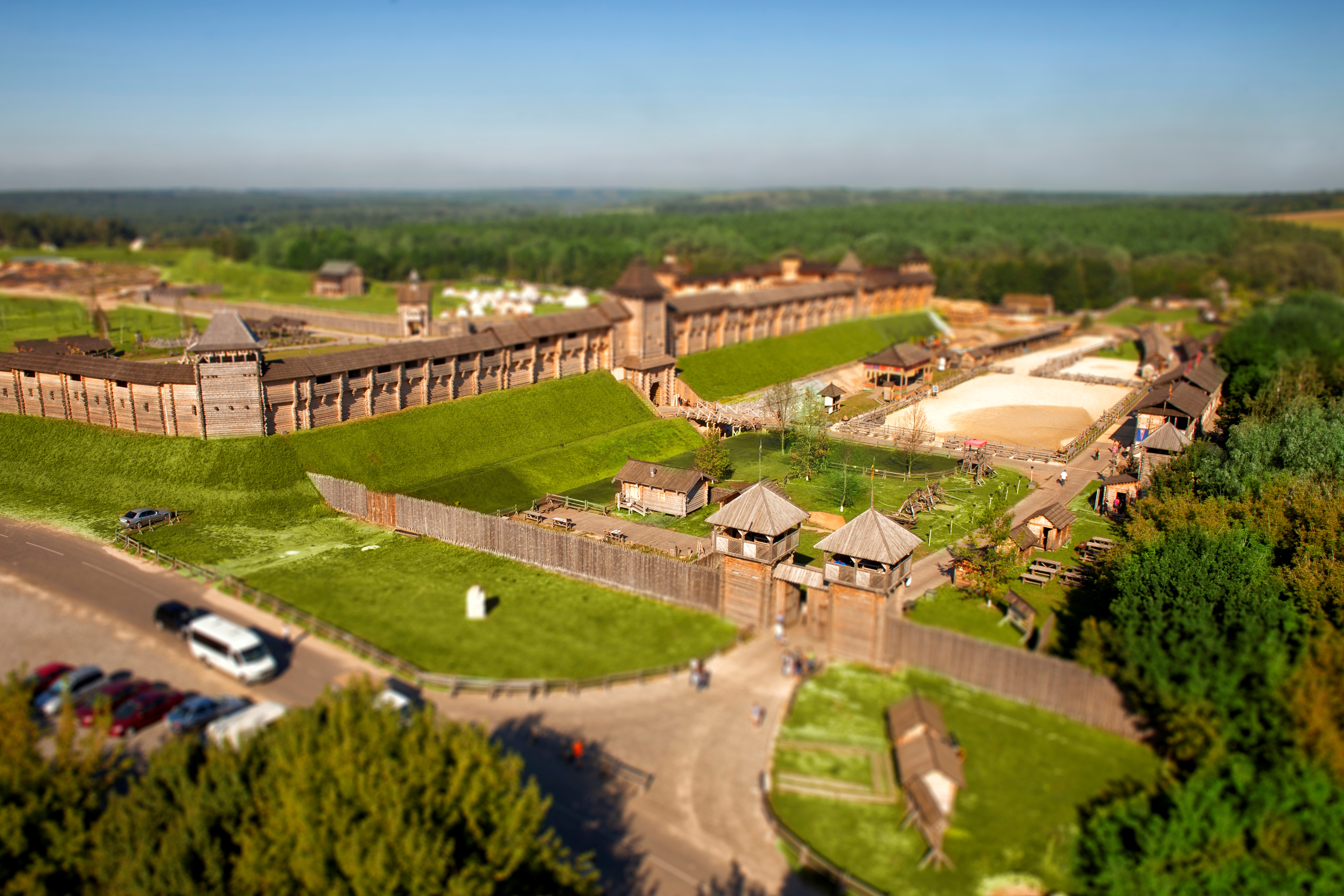
Themenpark Kiewer-Rus

Am 12. Juni 2020 wurde das Dorf ein Teil der neugegründeten Stadtgemeinde Obuchiw, bis dahin bildete es zusammen mit den Dörfern Sastuhna (Застугна) und Schewtschenkowe (Шевченкове) die gleichnamige Landratsgemeinde Kopatschiw (Копачівська сільська рада/Kopatschiwska silska rada) im Westen des Rajons Obuchiw.